# 傾向と対策 (学習参考書)
傾向と対策（けいこうとたいさく）は、旺文社の大学受験用学習参考書シリーズ。昭和24年（1949年）創刊。

## 概要
試験内容を分析し、その"傾向"と"対策"を教科ごとに出版。人気シリーズとなり、赤本などと同様、受験生の間に「傾向と対策」という名前が浸透した。「傾向」と「対策」というそれぞれの言葉は以前からあったが、「傾向と対策」というワンセットでの言葉はこのシリーズから広まり、他の学習書や別分野でも使われるようになった。
1990年代までは全科目にわたって販売していたが、現在は「集中講義」と書名を変え、近似した内容を販売している。

## シリーズ以外で「傾向と対策」という言葉が使われた例
学習書以外で使用する場合には「傾向と対策」という真面目な印象の表現をあえてジョーク的に用いる場合が多い。
- 愛の傾向と対策（1980年、工作舎）
- ハイパークリエータ・チャート 蛍光と対策―プロのための蛍光特色印刷ガイド（1997年、角川書店）ISBN 4049004038 ※書名パロディ
- スーパーロボットの動かし方〈2〉ロボット操縦の「傾向と対策」最新版! (非日常実用講座)（1998年、同文書院）ISBN 4810375315
- 関根勤・くりぃむしちゅープレゼンツ!! CGなんかでお笑いを目指しちゃう人のための傾向と対策 （2006年、TCエンタテインメント）DVD
- 傾向と対策（2009年、Magnifique）Jeepta 音楽アルバム

## 傾向と対策という単語が使われた商品
- 2019年度 技術士試験建設部門傾向と対策 ほか。